# Varsamt
Varsamt är ett musikalbum med Monica Zetterlund som är utgivet 1991.
Skivan blev Zetterlunds största försäljningsframgång. Låtlistan varvar äldre och nyare låtar.
Den mest spelade låten blev "Under vinrankan", skriven av albumets producent Peter R. Ericson. Med inspiration från den sedan 1980-talet framväxande genren världsmusik, särskilt kanske Paul Simons Graceland, fick låten bakgrundssång av tre vokalister med sydafrikansk bakgrund.

## Låtlista
1. Ska nya röster sjunga (Mikael Wiehe) – 4:15
  - Monica Zetterlund — sång
  - Sammy Kasule — kör
2. Pantermannen (musik: Nelson Cavaquinho – svensk text: Hans Alfredson) – 4:14
  - Originaltitel: Folhas Secas
  - Monica Zetterlund — sång
  - Radiosymfonikerna
3. Never Let Me Go (Ray Evans, Jay Livingston) – 4:30
  - Monica Zetterlund — sång
  - Johan Dielemans — trummor
4. Under vinrankan (Peter R. Ericson) – 4:16
  - Monica Zetterlund — sång
  - Marianne N'lemvo — kör
5. Som ett andetag (Mikael Wiehe) – 5:30
  - Monica Zetterlund — sång
  - Christer Jansson — trummor, percussion
6. Tillägnan (musik: Monica Dominique, text: Lars Forssell) – 5:20
  - Monica Zetterlund — sång
  - Radiosymfonikerna
7. Försiktigt (Mauro Scocco) – 4:30
  - Monica Zetterlund — sång
  - Christer Jansson — trummor, percussion
8. Cavatina / He's so Beautiful (musik: Stanley Myers, text: Cleo Laine) – 3:55
  - Monica Zetterlund — sång
  - Radiosymfonikerna
9. Jag älskar dig (Marie Bergman) – 4:19
  - Monica Zetterlund — sång
  - Christer Jansson — trummor, percussion
10. Some Other Time (musik: Leonard Bernstein, text: Betty Comden och Adolph Green) - 5:55
  - Monica Zetterlund — sång
  - Johan Dielemans — trummor
11. Sommar i midnattsolens land (musik: Blossom Dearie, svensk text: Lars Nordlander) – 3:27
  - Monica Zetterlund — sång
  - Radiosymfonikerna

### Arrangemang
- Peter R. Ericson (1, 4, 5, 7, 9)
- Lasse Bagge (2, 3, 6, 8, 10, 11)

## Medverkande
- Monica Zetterlund — sång
- Peter R. Ericson — gitarr
- Stefan Blomqvist — synth, piano, elpiano
- Lasse Bagge — piano, klockspel
- Sture Åkerberg — bas
- Toots Thielemans — munspel
- Björn J:son Lindh — flöjt
- Christer Jansson — trummor, percussion
- Hasse Larsson — bas
- Radiosymfonikerna — stråkar
- Anders Paulsson — sopransaxofon
- Johan Dielemans — trummor
- Bernt Rosengren — tenorsaxofon
- Göran Fristorp — gitarr
- Jan Allan — trumpet
- Marianne N'lemvo — kör
- Joe Gerrie Nnaddibanga — kör
- Sammy Kasule — kör

## Listplaceringar
| Lista (1991–1992) | Position |
| ----------------- | -------- |
| Sverige           | 10       |